# Вітторіо Моккагатта
Вітторіо Моккагатта (італ. Vittorio Moccagatta, 11 листопада 1909, Болонья — 26 липня 1941, Мальта) — італійський морський офіцер.
Ніс службу у Королівських військово-морських силах Італії під час Другої світової війни.

## Біографія
Вітторіо Моккагатта народився 11 листопада 1903 року в Болоньї. У віці 13 років вступив до Військово-морської академії у Ліворно, яку закінчив у 1922 році в званні гардемарина. У 1923 році отримав звання молодшого лейтенанта. Ніс службу на есмінці «Інсідіозо». У 1926 році отримав звання лейтенанта і призначений капітаном підводного човна «Чіро Менотті». Брав участь у громадянській війні в Іспанії, 31 січня 1937 року потопив пароплав «Дельфін».
Був нагороджений Срібною медаллю «За військову доблесть». Того ж року був призначений командувачем батальйону «Сан-Марко», який розташовувався в Тяньцзіні. Після повернення в Італію був призначений капітаном есмінця «Саетта». 1 липня 1939 року отримав звання капітана II рангу і був переведений на службу у Міністерство військово-морських сил.
Після вступу Італії у Другу світову війну, у вересні 1940 року, після захоплення в полон Маріо Джорджині був призначений командиром 10-ї флотилії МАС. Організував успішну атаку італійських підводних плавців на Суда-Бей, під час якої був потоплений важкий крейсер «Йорк» та танкер «Періклус».
26 липня 1941 року брав участь у невдалій атаці на Мальту. Катер MAS-452, на борту якого перебував Вітторіо Моккагатта, був потоплений вогнем винищувача Харрікейн разом з усім екіпажем.
Вітторіо Моккагатта посмертно був нагороджений золотою медаллю «За військову доблесть».

## Нагороди
- Золота медаль «За військову доблесть»
- Срібна медаль «За військову доблесть»

## Вшанування
На честь Вітторіо Моккагатта планувалось назвати один з есмінців типу «Команданті Медальє д'Оро», але будівництво не було завершене.